# Ocado
Ocado（オカド）は、イギリスのネットスーパー。ウェブサイトおよびアプリを通じて、食品、家庭用品、ヘルスケア製品などの配送サービスをイングランドおよびウェールズで展開する。ハートフォードシャー・ハットフィールドに本社を置くOcado Group plc（オカド・グループ、LSE: OCDO）が運営している。

## 沿革
イギリス王室御用達の美容師を祖父に持ち、ゴールドマン・サックスの債権トレーダーであったティム・ステイナー（Tim Steiner）は、トレーダーとしては簡単に成功したため新しいビジネスへの挑戦を志し、30歳の時に友人のジョナサン・フェアマン、 ジェイソン・ギッシング(母親は日本人)を誘い、2000年4月に会社を設立、2001年にパイロット配送を実施し、2002年1月にスーパーマーケットのウェイトローズ（Waitrose）との提携に基づき、本格的に配送事業を開始した。
ハットフィールドに中央集約型の倉庫を保有し、開始時点で配達対象は10万世帯であったが同年内に配達エリアは220万世帯に拡大、2005年に1,000万世帯を突破した。2006年9月にゴールドマン・サックスから新たな役員を迎え、2013年まで財務面での助言を受けた。2010年7月に株式公開企業となった。この間、ウェイトローズを運営するJohn Lewis Partnershipは、Ocadoの筆頭株主として投資を行ってきたが、2008年11月から一部の株式を売却、2011年2月に全株式を売却した。
2009年7月、iOS版のモバイルアプリを、翌年4月にAndroid版をリリース、2015年4月からはオンラインスーパーとしては世界で初めてApple Watchでの利用が可能となった。事業の拡大に伴い、2013年以降中央集約型倉庫の増設を続けており、倉庫内部は数千台のロボットによる自動化が行われていることで知られている。

## ソリューション事業
ネットスーパーの運営と並行して、グループ企業のOcado Solutions（本部はロンドン）が、国内外の小売企業を対象としたソリューションビジネスを行っており、米国のクローガー、イギリスのモリソンズ、フランスのカジノグループ、スウェーデンのICAなどが技術提携を結んでいる。
日本では、2019年11月、イオンが日本国内におけるOcadoとの独占パートナーシップ契約を締結した。2020年1月、日本法人Ocado Solutions Japan株式会社が東京（千代田区）に設立された。